# Kuz'molovskij
Kuz'molovskij (anche traslitterata come Kuzmolovskij) è una cittadina della Russia europea nordoccidentale, situata nella oblast' di Leningrado (rajon Vsevoložskij).
Sorge nella parte occidentale della oblast', all'estrema periferia di San Pietroburgo.